# Jesús Martínez Medina
Jesús Manuel Martínez Medina (c. 1988-Hospital Universitario Luis Razetti, Barcelona, Venezuela, 14 de noviembre de 2024) fue un testigo electoral venezolano durante las elecciones presidenciales de Venezuela de 2024. Jesús fue detenido el 29  de julio, el día después de las elecciones, y posteriormente falleció bajo reclusuón. Con su muerte, se cumplían al menos 20 personas fallecidas bajo la custodia del Estado venezolano por motivos políticos desde 2015. 

## Detención y muerte
Jesús Martínez fue testigo electoral en las elecciones presidenciales de Venezuela el 28 de julio de 2024 y fue detenido al día siguiente de los comicios. Martínez estaba recluido en una sede policial de Lechería, estado Anzoátegui, y le salieron abscesos en la piel. El 8 de noviembre, el exfiscal del Ministerio Público Zair Mundaray desde el exilio denunció que a Martínez no se le prestó atención médica hasta que se le infectó toda la pierna y sus compañeros de celda protestaron por su estado de salud, momento en el que lo trasladaron al Hospital Universitario Luis Razetti de Barcelona. Según el Ministerio Público, se encontraba hospitalizado desde el 11 de octubre donde debido a su diabetes perdió las dos piernas.Sus condiciones sanitarias durante la detención fueron tan precarias que padeció necrosis en ambas piernas, las cuales fueron amputadas en el hospital.
Falleció en el hospital el 14 de noviembre. Varias organizaciones políticas y activistas por los derechos humanos condenaron su muerte. La Plataforma Unitaria Democrática responsabilizó al gobierno de Nicolás Maduro por el fallecimiento y declaró que se le había negado atención médica, afirmación que secundó María Corina Machado. La ONG Justicia, Encuentro y Perdón declaró que «Su muerte es un recordatorio doloroso de las consecuencias de la persecución política y de la falta de garantías a los derechos humanos».
Fuentes legales consultadas por Efecto Cocuyo sostuvieron la responsabilidad del Estado en garantizar los derechos humanos de los detenidos y su obligación de reparar a los familiares.

## Vida personal
Jesús Martínez padecía de diábetes tipo 2.